# پدرو ریبیچو
پدرو ریبیچو (انگلیسی: Pedro Rebocho؛ زادهٔ ۲۳ ژانویهٔ ۱۹۹۵) بازیکن فوتبال اهل پرتغال است.
از باشگاه‌هایی که در آن بازی کرده‌است می‌توان به باشگاه فوتبال گنگام اشاره کرد.
وی همچنین در تیم‌های ملی فوتبال زیر ۲۱ سال پرتغال بازی کرده‌است.